# باتاپاتی

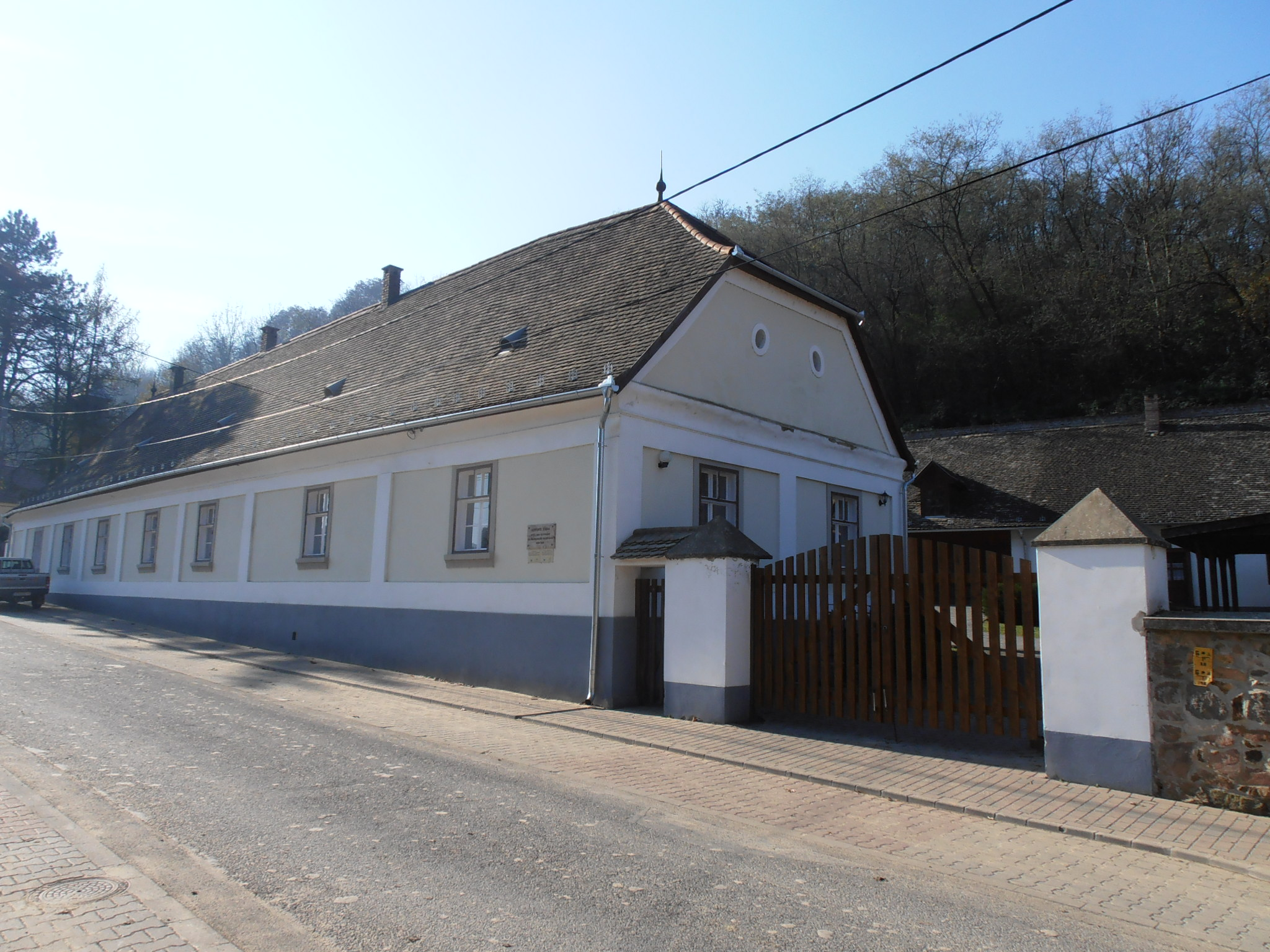
یک خانه در باتاپاتی

باتاپاتی (به مجاری: Bátaapáti) یک منطقهٔ مسکونی در مجارستان است که در ناحیه بونیهاد واقع شده‌است.